# CO Водолея
CO Водолея (лат. CO Aquarii) — одиночная переменная звезда в созвездии Водолея на расстоянии (вычисленном из значения параллакса) приблизительно 39249 световых лет (около 12034 парсеков) от Солнца. Видимая звёздная величина звезды — от +14,9m до +13,7m.

## Характеристики
CO Водолея — жёлто-белая пульсирующая переменная звезда типа RR Лиры (RRAB) спектрального класса F. Эффективная температура — около 6801 К.